# عزیز قرقی
عزیز قرقی فیلمی به کارگردانی جواد طاهری و نویسندگی جواد طاهری و منوچهر کی مرام محصول سال ۱۳۵۰ است.

## خلاصه داستان
عزیز قرقی، قاچاق‌چی سابقه‌دار، از زندان آزاد می‌شود…

## بازیگران
- فریده نصیری
- منوچهر صادق پور
- یداله شیراندامی
- اسداله یکتا
- ابراهیم فخار
- محمد اسکندری
- رضا رخشانی
- محسن آراسته
- داداشی
- ابوالفضل میرزایی
- خداوی
- رحیم متین
- رضا بنی احمد